# Khutu
Khutu (en rus: Хуту) és un poble del krai de Khabàrovsk, a Rússia, que el 2012 tenia 13 habitants. Pertany al districte rural de Vàninski.